# ВЕС Барди
ВЕС Барді – вітрова електростанція у Польщі в Західнопоморському воєводстві.
Майданчик для станції обрали на південь від балтійського порту Колобжег. У 2011 році тут відбулась заливка фундаментів, а на початку 2012-го ввели в експлуатацію 25 вітрових турбін данської компанії Vestas типу V90/2000 із одиничною потужністю 2 МВт. Діаметр їх ротору складає 90 метрів, висота башти – 105 метрів.